# 寺家町商店街
寺家町商店街（じけまちしょうてんがい）は、兵庫県加古川市の加古川駅（JR西日本）の南側にあり、JR神戸線（山陽本線）と国道2号と平行に伸びる商店街である。

## 概要
旧西国街道沿いに位置する。
商店街の店舗内には、歌手の菅原洋一の生家である結納店がある。
三宮センター街・元町商店街や姫路市のアーケード街とは異なり自転車の通行も許可されている。

## ギャラリー

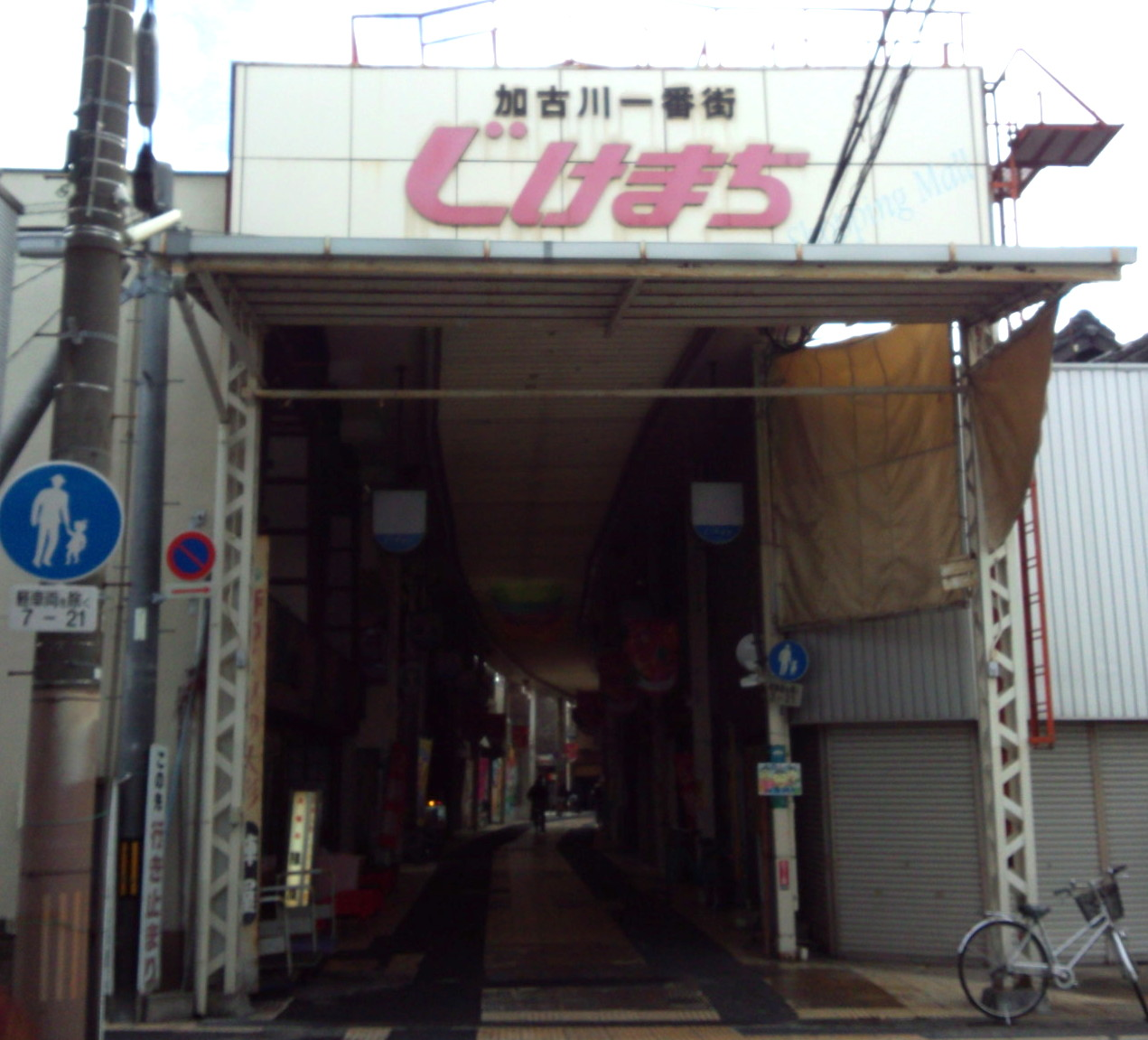
加古川寺家町商店街（西口）
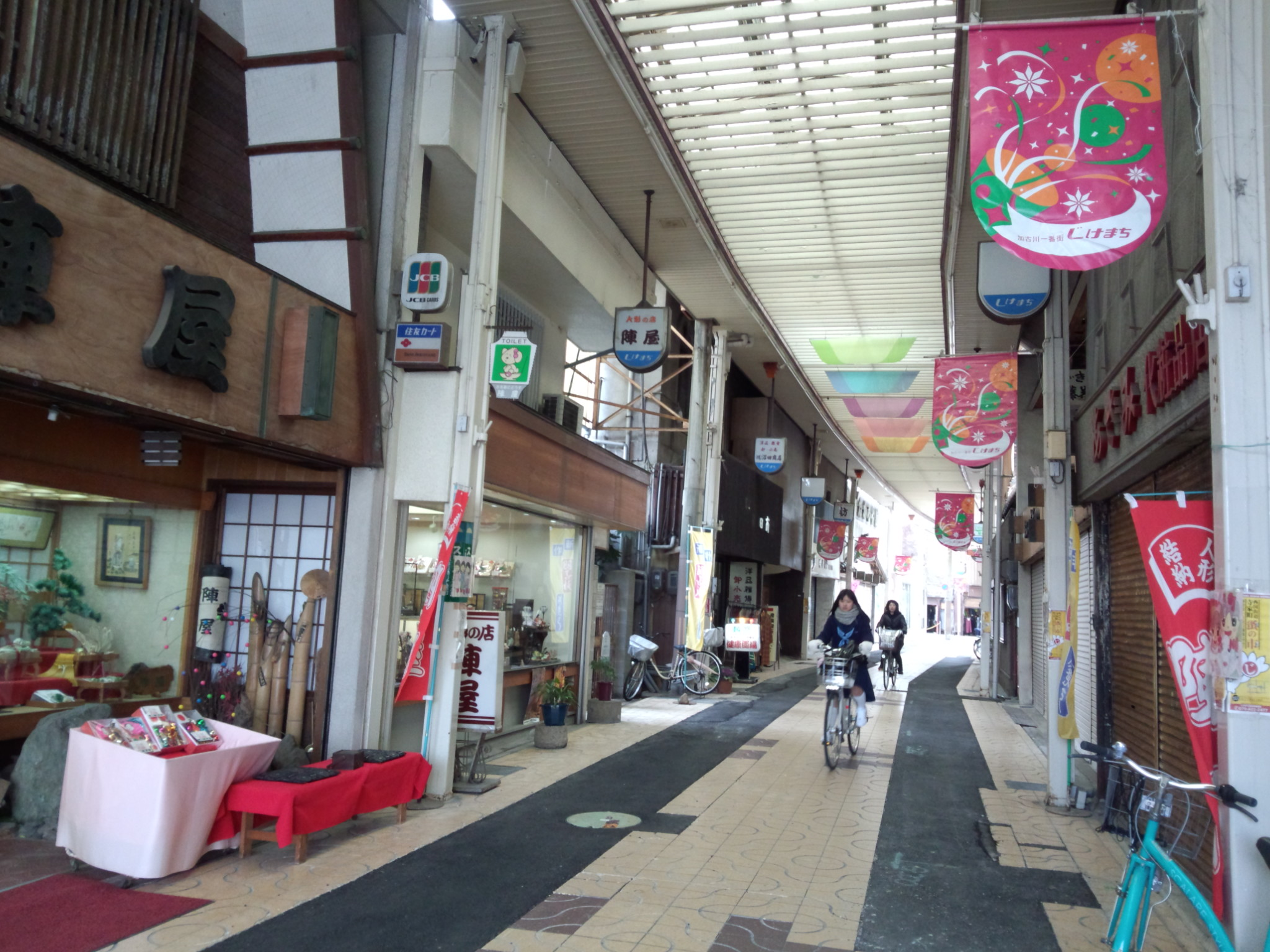
加古川寺家町商店街
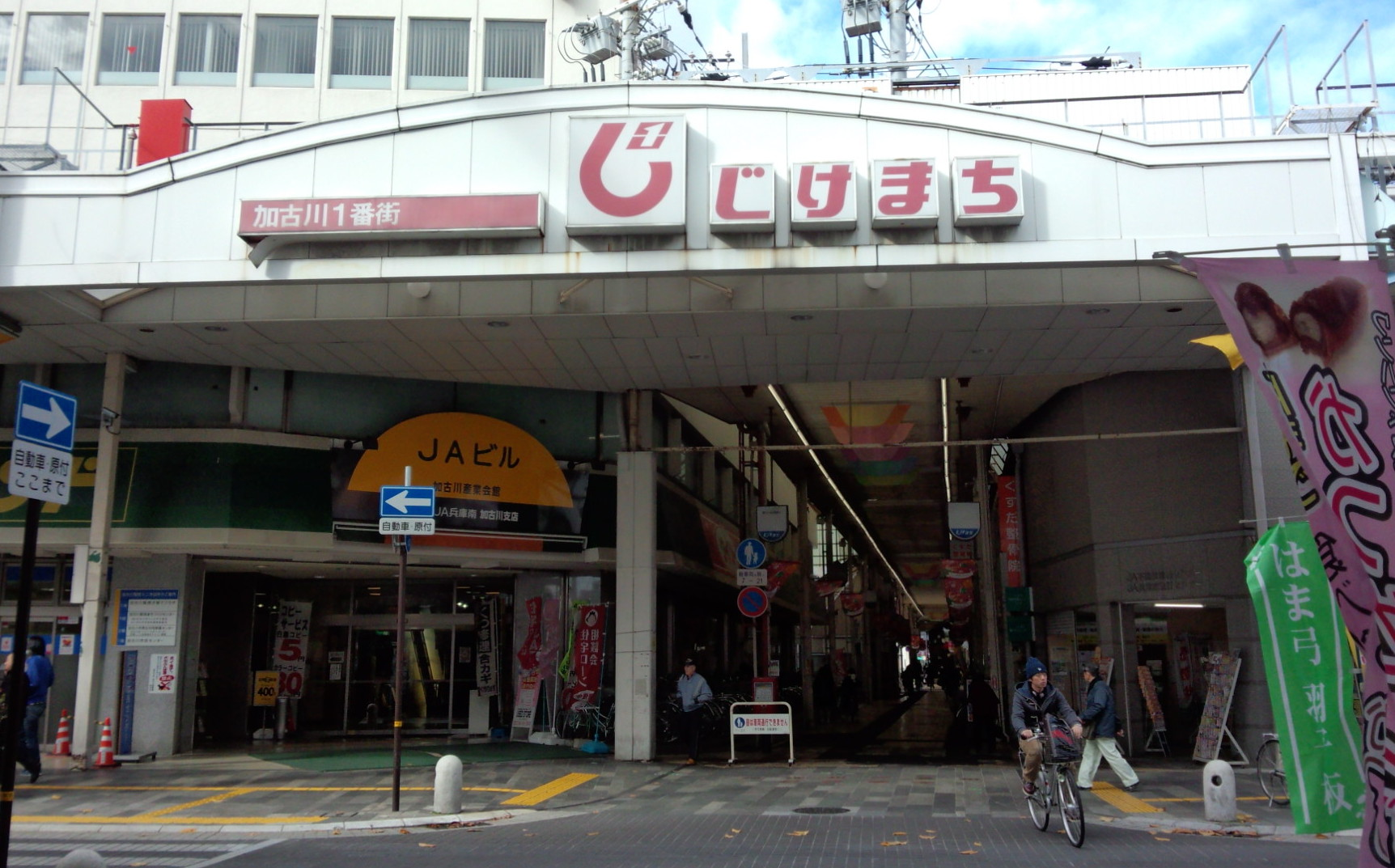
加古川寺家町商店街（東口）